# Miquel Arbona Oliver
Miquel Arbona Oliver (Sóller, 1900 - Palma, 1977) fou un periodista i empresari mallorquí.
El seu pare era teixidor. Va estudiar a l'Escola Industrial de Barcelona, on es va titulat com a director d'Indústries Tèxtils i Tintoreres, amb la intenció de continuar amb la tradició familiar. Es dedicà també a altres activitats. Va tenir càrrecs directius a la Tafona Cooperativa de Sóller i a la Societat Arqueològica Lul·liana. Va ser un dels cofundadors de l'Obra Cultural Balear. Durant la Segona República va participar en la redacció de l'Avantprojecte d'Estatut d'Autonomia de les Illes Balears i el 1922 s'implicà en l'organització a Mallorca d'un congrés d'esperanto, llengua que coneixia a la perfecció. Va ser president del Grup Esperantista Solleric. Des de molt jove escrigué per al setmanari Sóller, a la secció que titulà Glosari, fins al 1936, i a la titulada Tertulia fins a 1977. El 1977 publicà un recull d'aquests articles amb el títol de "Converses solleriques". Traduí al català l'obra de Miquel Villalonga Pons Mis Giacomini. També publicà "Vuit dies de vida provinciana", que aparegué per capítols al diari "Baleares". Altres obres seves són: "Breu estudi històric de l'art aplicat al teixit" (1923), "Sóller" (1953) i "Bibliografia de Guillem Colom Ferrà" (1966).